# جيس فان لينيب
جيس فان لينيب (بالهولندية: Gijs van Lennep) مواليد 16 مارس 1942 في هولندا، هو سائق فورملا 1 هولندي بدأ مسيرته الاحترافية سنة 1970. كان أول سباق له هو جائزة هولندا الكبرى 1971. خاض خلال مسيرته 10 سباقات.

## سباقات شارك فيها
- لو مان 24 ساعة
- بطولة العالم للسيارات الرياضية